# Joël Bats
Joël Bats (4 de gener de 1957) és un exfutbolista francès.

## Selecció de França
Va formar part de l'equip francès a la Copa del Món de 1986. Fou jugador de FC Sochaux, AJ Auxerre i Paris Saint-Germain FC.